# Spigelia cascatensis
Spigelia cascatensis är en tvåhjärtbladig växtart som beskrevs av F. F. Guimaraes och Fontella. Spigelia cascatensis ingår i släktet Spigelia och familjen Loganiaceae. Inga underarter finns listade i Catalogue of Life.